# Maurice Stans

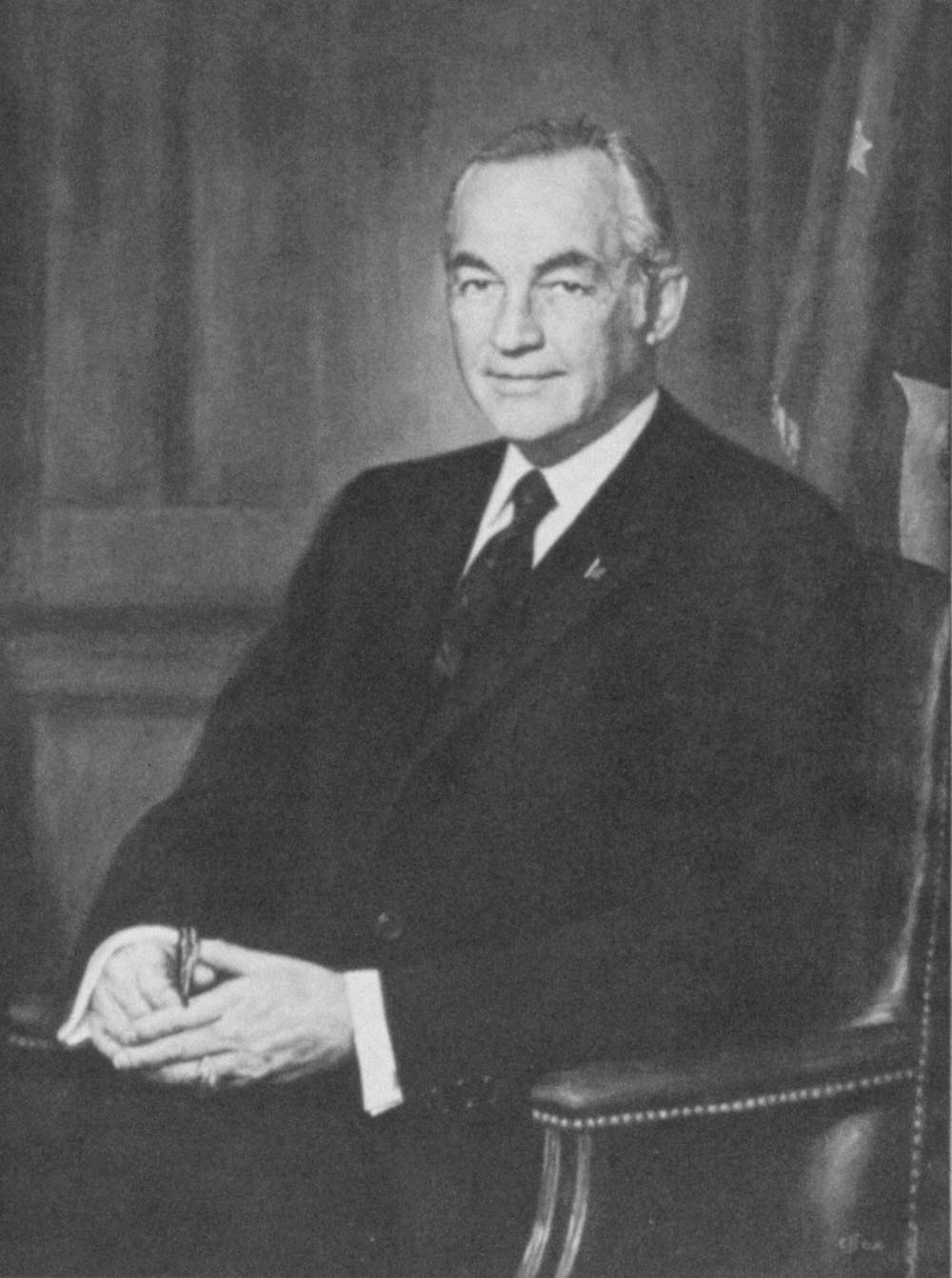
Maurice Stans

Maurice Hubert Stans (* 22. März 1908 in Shakopee, Minnesota; † 14. April 1998 in Pasadena, Kalifornien) war ein US-amerikanischer Politiker der Republikanischen Partei, der im Kabinett von Präsident Richard Nixon den Posten des Handelsministers (Secretary of Commerce) innehatte. Er gehörte auch zum Kreis der in die Watergate-Affäre verwickelten Personen.

## Berufliche Laufbahn und öffentliche Ämter
Maurice Stans besuchte zwischen 1925 und 1930 Abendkurse an der Northwestern University und der Columbia University, blieb dort jedoch ohne Abschluss. Dafür erhielt er 1931 die Zulassung als Certified Public Accountant (CPA) für die Staaten New York und Ohio. Ab 1940 war er Mitglied der Geschäftsführung einer Firma für Rechnungswesen in Chicago.
1955 übernahm Stans erstmals ein Regierungsamt, als er unter Präsident Dwight D. Eisenhower stellvertretender US-Postminister (Deputy Postmaster General) wurde, was er bis 1957 blieb. Er wechselte als stellvertretender Leiter ins Bureau of the Budget, eine Unterbehörde des Finanzministeriums; 1958 übernahm er deren Leitung. Nach der Wahlniederlage der Republikaner bei der Präsidentschaftswahl 1960 schied Stans im folgenden Jahr aus der Regierung aus.
Es folgte eine Zeit im Bankgewerbe. Stans wurde Präsident und Direktor der Western Bancorporation in Los Angeles, stellvertretender Vorsitzender und Direktor der United California Bank und schließlich Präsident einer Investmentbank.

## Mitglied der Regierung Nixon
Im Vorfeld der Präsidentschaftswahl 1968 holte ihn Richard Nixon in seinen Stab. Stans übernahm den Vorsitz des Nixon for President committee und wurde nach dem Wahlsieg der Republikaner Handelsminister im Kabinett Nixon. 1972 legte er dieses Amt nieder, um der finanzielle Leiter des Komitees zur Wiederwahl des Präsidenten zu werden.
Im Zusammenhang mit der Watergate-Affäre geriet auch er unter Verdacht, an ungesetzlichen Aktivitäten teilgenommen zu haben. Spendengelder, die er für die Wahlkampagne gesammelt hatte, wurden benutzt, um diese zu finanzieren. Stans wurde 1973 wegen Meineides und Strafvereitelung angeklagt, im folgenden Jahr aber von allen Vorwürfen freigesprochen. Er bekannte sich allerdings schuldig, fünf Gesetze zur Wahlkampffinanzierung verletzt zu haben, und zahlte eine Strafe von 5000 US-Dollar. Bis zu seinem Tod hat Stans beteuert, keine Kenntnis von den Watergate-Verbrechen besessen zu haben.
Stans wurde später Spendensammler für die Präsidentenbibliothek von Richard Nixon in Yorba Linda. Er starb 1998 im Alter von 90 Jahren an den Folgen eines Herzinfarktes.